# Christian Lokervitz
Christian Lokervitz (* 7. August 1650 in Stralsund; † 7. September 1697 ebenda) war ein deutscher Hochschullehrer für orientalische Sprachen und evangelisch-lutherischer Geistlicher.

## Leben
Christian Lokervitz wurde 1664 in Greifswald immatrikuliert, promovierte 1678 in Wittenberg zum Magister und wurde 1680 in Greifswald Professor für orientalische Sprachen. Er erwarb hier den theologischen Lizentiatengrad und übernahm 1685 die Präpositur in Loitz. 1687 wurde Lokervitz Diakon an St. Nikolai in Stralsund.
Christian Lokervitz war verheiratet mit Marie Dorothea Pommeresche.